# Rolf Falk-Larssen
Rolf Falk-Larssen (* 21. Februar 1960 in Trondheim) ist ein ehemaliger norwegischer Eisschnellläufer.
Falk-Larssen wurde 1983 in Oslo Mehrkampfweltmeister. 
Dabei gewann er drei der vier Distanzen, was ihn nach der damaligen Regel automatisch zum Weltmeister machte. In der Addition hatte der Schwede  Tomas Gustafson, der die finalen 10.000 Meter 37 Sekunden vor Falk-Larssen beendete, jedoch die höchste Punktzahl. Es war das erste Mal in der Geschichte, dass dieser Fall eintraf. Daraufhin wurde ab 1987 die Drei-Siege-Regel abgeschafft. 
Ein Jahr vor seinem Titelgewinn hatte Falk-Larssen bereits Bronze bei der Mehrkampfweltmeisterschaft gewonnen.
Bei den Mehrkampfeuropameisterschaften 1982 und 1984 errang er jeweils die Silbermedaille. 
1983 wurde Falk-Larssen mit der Oscar Mathisen Memorial Trophy ausgezeichnet.

## Weblinks

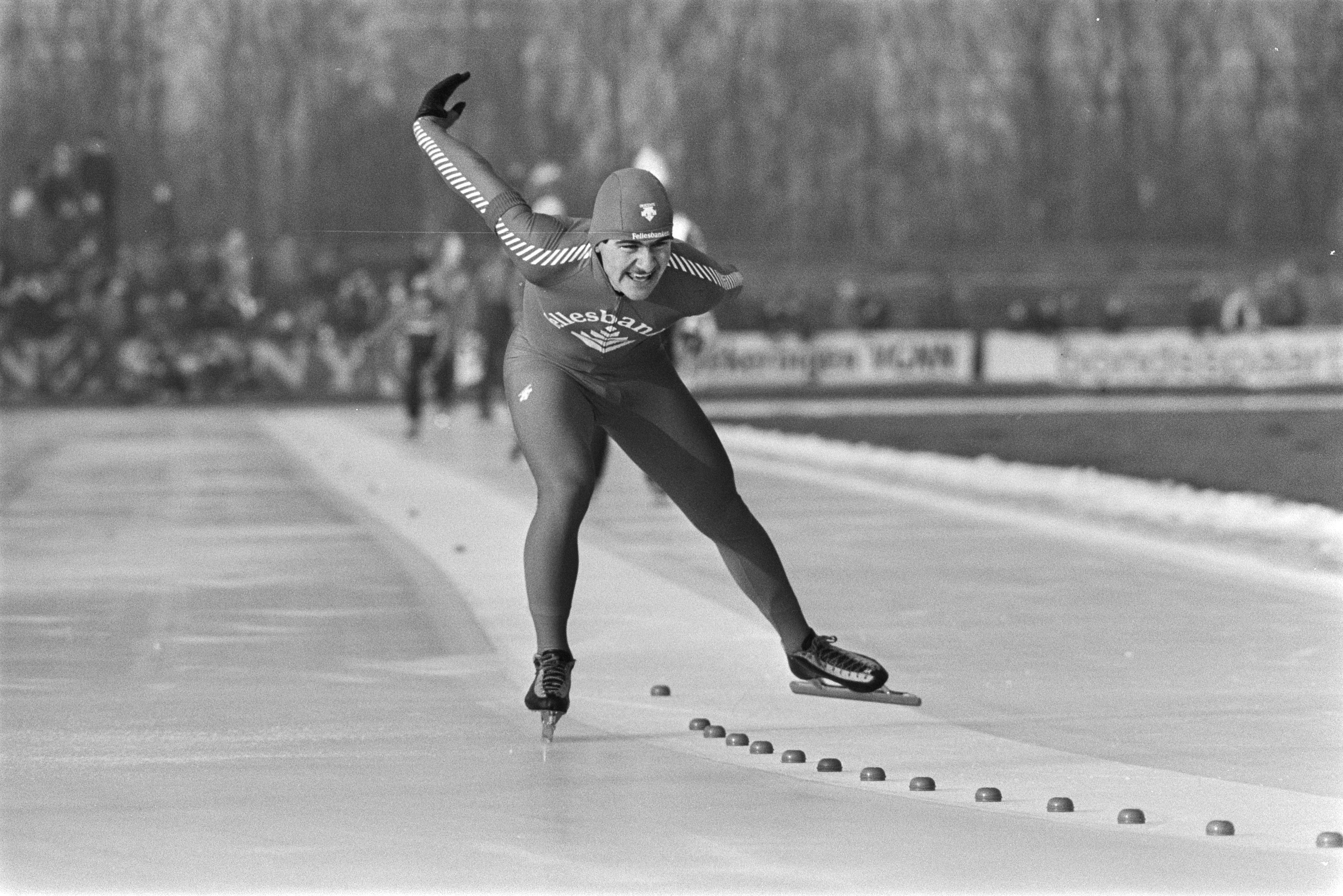
Rolf Falk-Larssen 1983 in Heerenveen